# Wielki Meczet w Susie
Wielki Meczet w Susie – meczet znajdujący się w Susie w Tunezji. Wzniesiono go między 850 a 851 rokiem, kilka lat po ponownym założeniu miasta przez Aghlabidów, na wzór meczetu w Kairuanie. 
Budowla charakteryzuje się prostą, surową bryłą świątyni, pozbawioną ozdób. Główne wejście prowadzi na wielki, wyłożony marmurem wewnętrzny dziedziniec, pod którym znajduje się cysterna na wodę. Pierwotnie w narożnikach stały dwie obronne wieże-minarety. Kopuły są późniejszymi dodatkami (XI wiek). Meczet z trzech stron otaczają mury obronne z krenelażem na koronie, a od strony dziedzińca przylega do nich kolumnada z podkowiastymi łukami, wspartymi na antycznych kolumnach podtrzymująca masywny gzyms ze wstęgą z napisem kufickim. 
Arkady na elewacji 13-nawowej sali modłów zostały dodane w 1675. Sala pierwotnie składała się z trzech sklepionych beczkowo przęseł, ale w X wieku okazała się za mała, więc powiększono ją przez dodanie trzech przęseł sklepionych krzyżowo po stronie ściany el-qibli. Dekoracja kopuły z czasów Aghlabidów ponad czwartym przęsłem pierwotnie znajdowała się nad przęsłem z mihrabem.